# Isla Tortuga, Campeche
Isla Tortuga är en ö i Mexiko. Den ligger i lagunen Laguna de Términos strax söder om Isla Pájaros och tillhör kommunen Carmen i delstaten Campeche, i den sydöstra delen av landet. Öns area är 1,5 kvadratkilomter.